# 富兰克林与马歇尔学院
富兰克林与马歇尔学院（Franklin & Marshall College，简称"F&M"）是位于美国東北部宾夕法尼亚州的兰开斯特的著名四年制私立文理学院。富兰克林与马歇尔学院以美國革命領導人本杰明·富兰克林和美國第四任首席大法官約翰·馬歇爾的名字命名，是美国历史上建立的第25所高等教育机构，同时也是美国历史上第17所大学。學校從1969年開始招收女學生。
學校現有175名全職教授（幾乎全部擁有博士或相等學位），2118名學生。所有課程均由教授負責授課，平均課堂人數為19人。富兰克林与马歇尔学院是全美顶尖高等教育机构之一，因为该校只有本科而无研究生，所以专注于优质的精英本科教育。该校尤以生物学、化学、政府学、地质学和商学等专业见长，是医学院预科（premed）、法学院预科（prelaw）和博士预备（PhD）的重点大学。在2015年“美国新闻与世界报导”的整体排名上被列为全美文理学院第40名。《福布斯》杂志将富兰克林与马歇尔学院列为2009年“全美最佳大学”第36名。《美国新闻杂志》（USNEWS）将该校评为全美文理学院（Liberal Arts College）第41名。普林斯顿评论将该校评为全美国“教授最易接近”大学排行第一。

## 著名校友
- 法兰克林·沙夫纳（Franklin J. Schaffner）：1970年奥斯卡金像奖最佳导演（电影巴顿将军）
- 肯·杜伯斯坦（Ken Duberstein）：里根政府时期的白宫办公厅主任
- 罗伊·谢德（Roy Richard Scheider）：美國著名演員
- 詹姆斯·賴平（James Lapin）：美國知名舞臺劇導演、普利策戲劇獎獲得者
- 玛丽·沙皮诺（Mary Schapiro）：美国证券交易委员会主席（历史上第一位女性主席）
- 肯·梅爾曼（Ken Mehlman）：前共和黨主席
- 帕翠西亞·哈里斯（Patricia E. Harris）：紐約市第一副市長
- 理查德·温特斯（Richard Winters）：1941届，二战中曾服役于美国陆军第101空降师。少校军衔，曾被授予傑出服役十字勳章